# ロルシュ
ロルシュ (ドイツ語: Lorsch, ドイツ語発音: [lɔrʃ]) は、ドイツ連邦共和国ヘッセン州ベルクシュトラーセ郡に属す市。世界遺産に登録されているロルシュ修道院で知られる。

## 地理

### 位置
「ベルクシュトラーセの門」とも呼ばれるロルシュは、かつてのベルクシュトラーセの5kmほど西にある。オーデンヴァルトのわずかに西側、北のダルムシュタット、南のマンハイムの間のオーバーライン地溝帯内に位置する。ヴェシュニッツ川上流域の西側にあたる。市の南東はヴェシュニッツインゼル自然保護地域に含まれている。

### 隣接する市町村
ロルシュは、北はアインハウゼンとベンスハイム、東はヘッペンハイム、南東はラウデンバッハとヘムスバッハ（ともにバーデン＝ヴュルテンベルク州ライン＝ネッカー郡）、南はラムペルトハイム、西はビュールシュタットと境を接する。

## 歴史・伝説

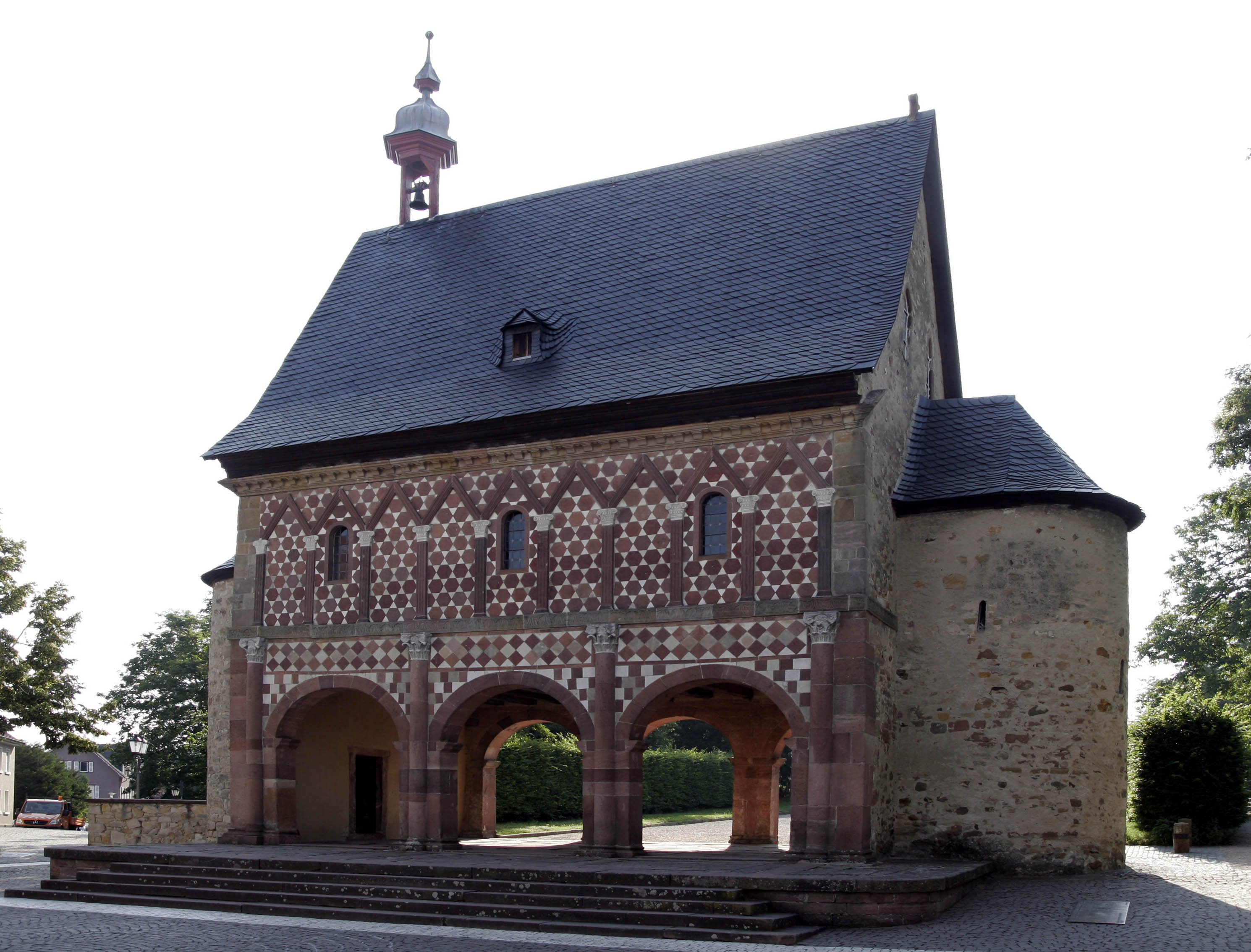
王の門

ロルシュ修道院は、764年にフランケンのガウの伯であるカンコールとその母親のヴィリスヴィンダによって創設された。この修道院には、メスに近いGorze修道院のベネディクト会修道士らが移り住んだ。この修道院は885年に「Lauressam」という名で初めて記録され、時代とともに発展して現在の名前になった。この修道院は中世初期または盛期に帝国修道院となり、オーデンヴァルト、ベルクシュトラーセ、ラインヘッセンの他にアルザスやロートリンゲンに所領を有した。
叙任権闘争の内戦で多くの所領を失った。12世紀後期に古い所領台帳の資料を再編成して管理する試みがなされた（ロルシュ文書）。しかし、ロルシュは1232年にマインツ大司教領となり、プレモントレ会の修道士らが新たに定住した。その後、マインツ選帝侯とプファルツ選帝侯の間で代官権の所有を巡って深刻な対立が生じた。カロリング朝時代のベネディクト会修道院は一部発掘されているが、800年頃の楼門（「王の門」と呼ばれる）が保存されている。この建物は現在、ユネスコの世界遺産に登録されている。
ヤーコプ・グリムはロルシュの馬牧場の石棺と幽霊について語る伝説を記している。すなわち、グリム兄弟『ドイツ伝説集』第3巻、第70話「ロルシュ牧場の馬飼いの家」（Das Hirtenhaus auf der Lorscher Waide）には以下の話がある。1753年のこと、ロルシュ牧場（Lorscher pferdweide）の馬飼い（pferdhirt）が、家の側で骸骨が二つ入った石棺が見つかったと役所に届け出た。彼が言うには、35年前に亡くなった父親はある夜、家の中で明かりがついているのに気づき、祭壇の前に立つ司祭の身なりをした男が立っているかのようだった（ein priester angekleideter wie am altar stünde）。じっと見つめていたが、その者が振り向いた。その目が窓のガラス（注：当時の庶民の住まいの場合、丸い玉のような形か）のようだったので、びっくりして逃げ出した。朝になって家に入ると小さな匙が見つかったと父親が語ったと。息子はその匙を役人に見せた。

## 行政

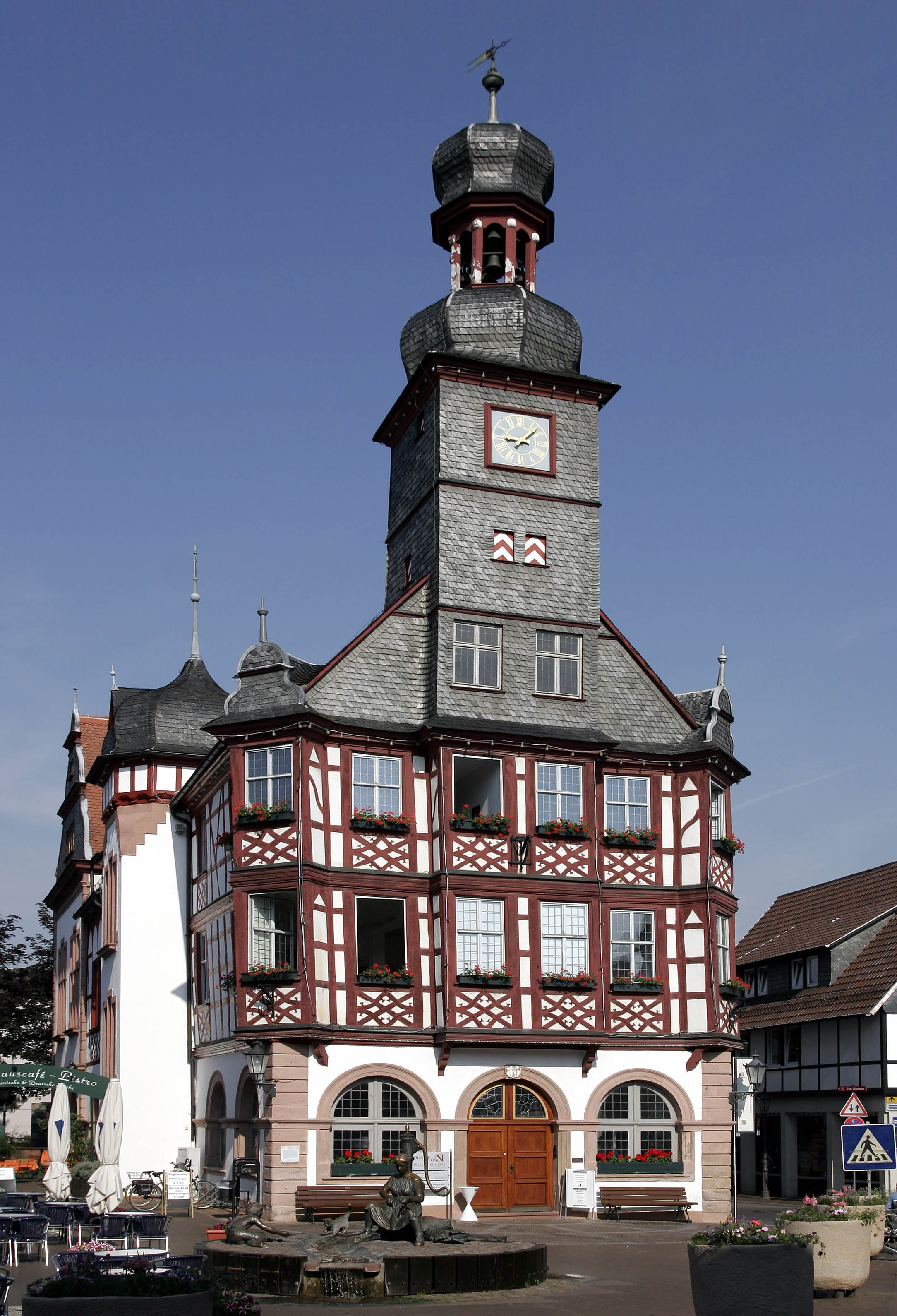
ロルシュ市庁舎

### 市議会
ロルシュの市議会は37議席からなる。また、7人の市議会議員からなる参事会が設けられている。

### 市長
市長は、2011年6月からクリスティアン・シェーヌング (CDU) が務めている。彼は、2011年3月27日の選挙で 60.9 % の票を獲得して、当選した。

### 紋章
図柄:上部は黒地で下部は銀地と青地に左右二分割。上部にはデザイン化された金の「王の門」が描かれている。下部の、向かって左は銀地に赤い十字、向かって右は青地に向かって左向きで銀と赤が9回入れ替わる獅子。（ヘッセンの獅子）
1991年に世界遺産に登録された王の門が紋章に描かれている。赤い先端が尖った十字はかつてのロルシュ修道院の紋章であり、獅子はこの都市が属すヘッセンの紋章である。

### 友好都市
- ル・コトー(Le_Coteau)（フランス、ロワール県）1988年
- Zwevegem（ベルギー、ウェスト＝フランデレン州）1973年
- ルーラ(Ruhla)市タール区(Thal)（ドイツ、テューリンゲン州）1990年

### 親交協定
- Šternberk (チェコのオロモウツ州) これは戦後にこの地方から放逐されたドイツ人たちがロルシュに定住した庇護関係に基づくものである。

## 文化と見所

### 劇場
- 音楽劇場レックス
- 芸術小劇場ザッパーロート

### 博物館
- 修道院の歴史、民間芸術、タバコ博物館といった部門を持つロルシュ博物館センター

### 建築

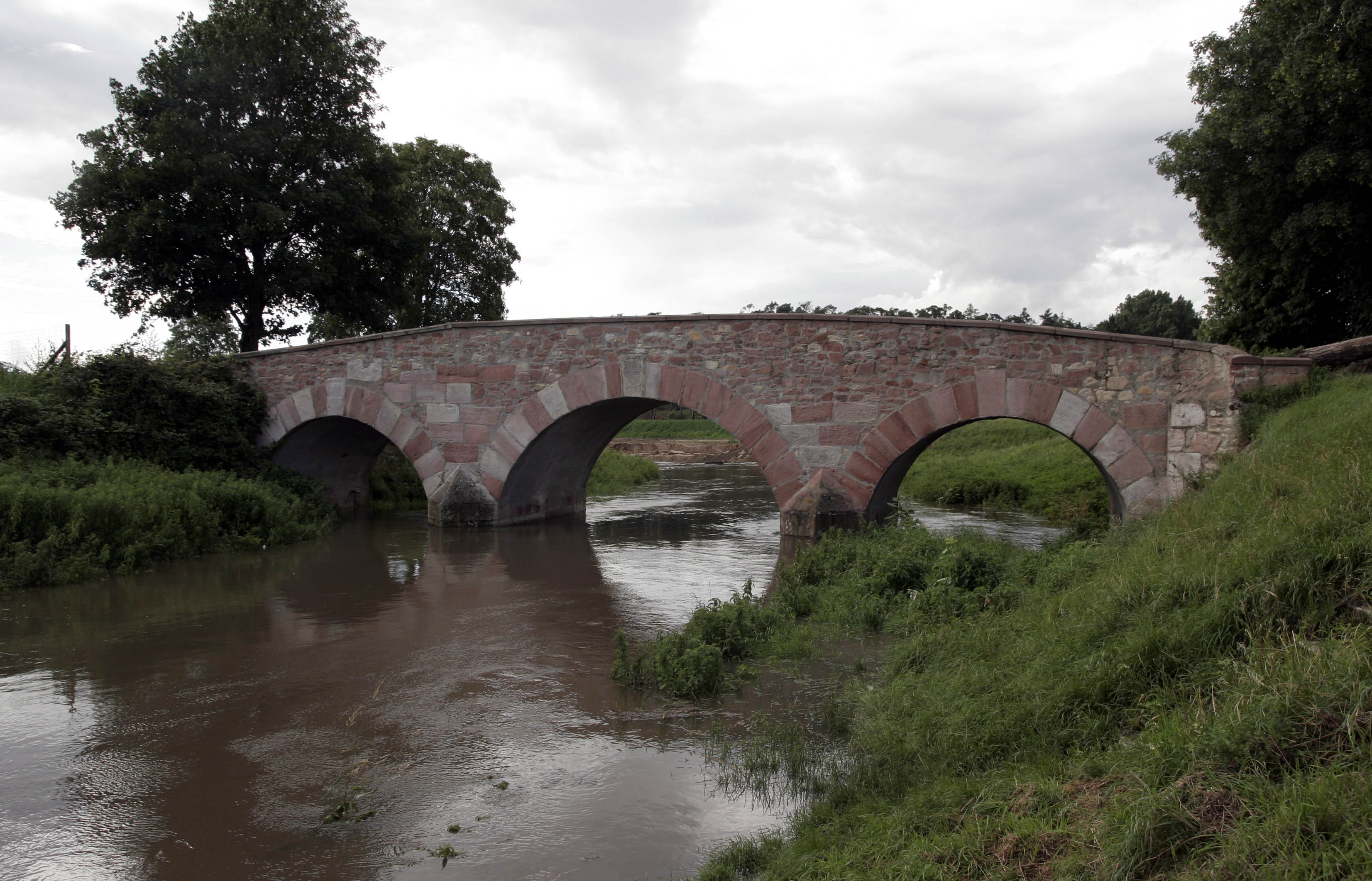
ヴィッテンハイマー橋

- 王の門 (Königshalle) があるロルシュ修道院
- ロルシュ修道院内のベネディクト会のハーブ園
- ロルシュ市庁舎
- シュティフト通り19番のロルシュで最も古い木組み建築
- ロルシュで最も古いレストラン「ヴァイセ・クロイツ」（白十字亭）
- ヴァッテンハイマー橋

### 名物料理
ロルシャー・ヴェルシュブロート（ロマンス語地方のパン・ロルシュ風: ロマンス語地方の小麦粉またはトウモロコシ粉、バターまたはラードと砂糖、大量のアニスとレーズンから作る）

## 経済と社会資本

### 交通

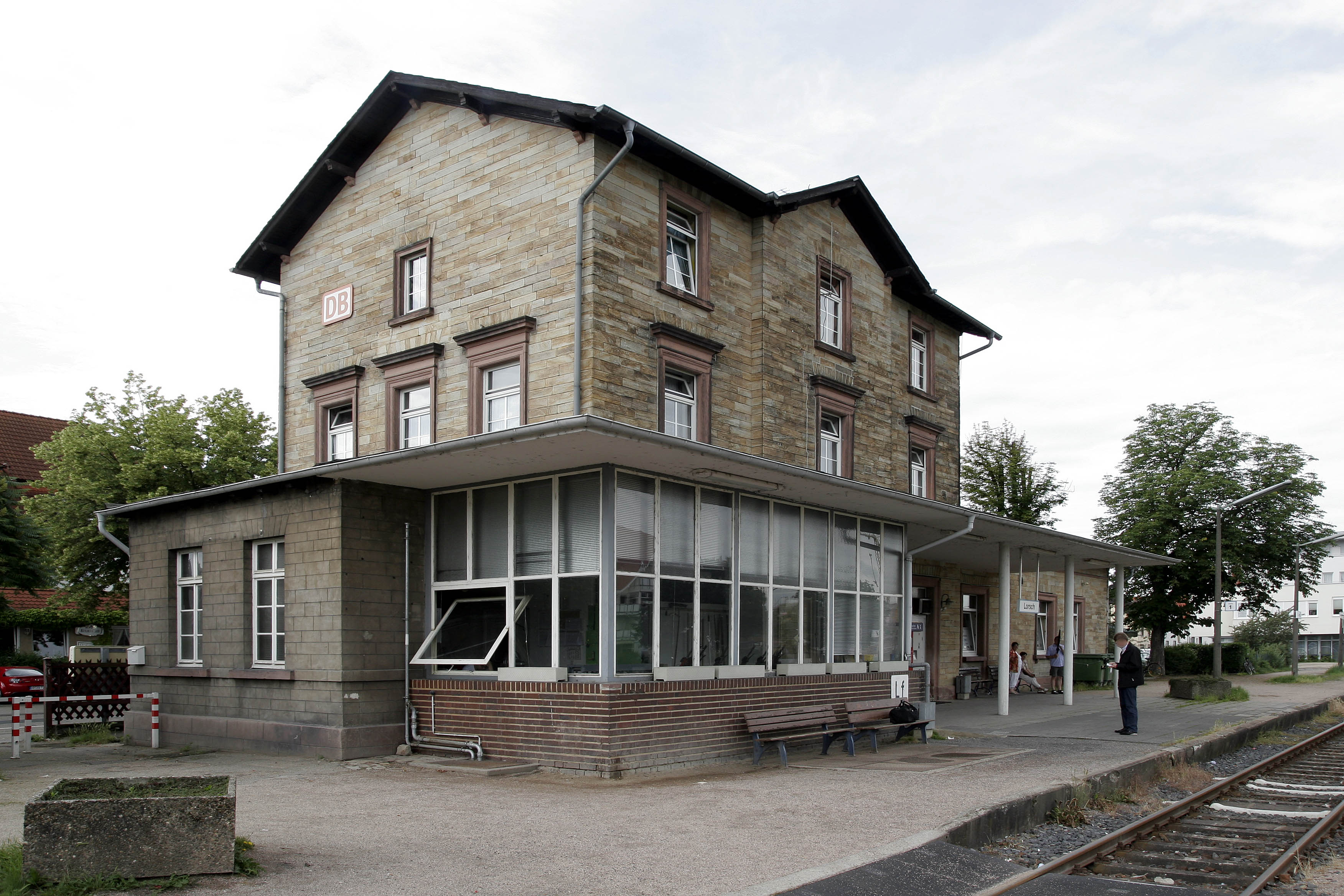
ロルシュ駅

市域内を連邦アウトバーンA67号線、連邦道B47号線およびB460号線が通っている。
ドイツ鉄道のロルシュ駅は、ベンスハイムからヴォルムスへのニーベルンゲン鉄道沿いに位置しており、またラムペルトハイム/ビュールシュタット、ヘッペンハイム、アインハウゼン、ベンスハイム行きのバスが発着する。
ロルシュは、ヘッセン・サイクリングロードR9号線に面し、このコース沿いにヴォルムスからベンスハイムを経由してヘーヒスト・イム・オーデンヴァルトまで行くことができる。

### 地元企業
TrekStor GmbH & Co.KGは、2001年にロルシュで設立された企業で、この都市に本社を置いている。アジアでUSBスティック、外付けハードディスク、MP3プレーヤーを製造している。開発部門や品質管理部門は現在もロルシュにある。

### メディア
ロルシュでは2種類の地方日刊紙が刊行されている。ベルクシュトラーセ・アンツァイガーのロルシュ/アインハウゼン版と、これよりは少数派のシュタルケンブルガー・エコーである。

### 公共施設
- ベルクシュトラーセ＝オーデンヴァルト地質自然公園
- 大型遊園地「イム・ビルケンガルテン」
- カトリックの公共図書館
- 森のスイミング・プール: ロルシュの森のスイミング・プールは1970年代に造られた。設備は1994年と1995年に完全に近代化され、拡張された。

### 催し物
ロルシュでは、告悔の火曜日に100以上の出し物がある大規模な謝肉祭パレードが行われ、毎年何千人もの人々をこの修道院の街に招いている。

### 教育
- ヴィンガーツベルクシューレ: 基礎課程学校
- ヴェルナー・フォン・ジーメンス・シューレ: 本課程・実科学校

## 人物

### 出身者
- ミヒャエル・マイスター（1961年 - ）CDU所属の政治家
- エルンスト＝ディーター・ズットハイマー オペラ歌手（テノール）

## 引用
1. ↑  Hessisches Statistisches Landesamt: Bevölkerung in Hessen am 31.12.2023 (Landkreise, kreisfreie Städte und Gemeinden, Einwohnerzahlen auf Grundlage des Zensus 2011)]
2. ↑  Max Mangold, ed (2005). Duden, Aussprachewörterbuch (6 ed.). Dudenverl. p. 518. ISBN 978-3-411-04066-7
3. ↑  Brüder Grimm: Deutsche Sagen. Bd. 3. Herausgegeben von Barbara Kindermnn-Bieri. München: Diederichs 1993 (ISBN 3-424-01177-0), Nr. 70 (S. 77).